# Dniprower Staatliche Technische Universität
Koordinaten: 48° 32′ 17″ N, 34° 34′ 9″ O
Die Dniprower Staatliche Technische Universität (ukrainisch Дніпровський державний технічний університет Dniprowskyj derschawnyj technitschnyj uniwersytet) ist eine 1920 gegründete Hochschule in der ukrainischen Stadt Kamjanske mit 9000 Studenten (Stand:2020).
Bis 2016 hieß sie Dniprodserschynsk Staatliche Technische Universität.
Die Universität wurde am 25. April 1920 in Kamenskoje, dem heutigen Kamjanske, als Fachhochschule mit dem Recht, Ingenieure auszubilden, gegründet.
1930 wurde sie zum Metallurgischen Institut Dniprodserschynsk umorganisiert. Dessen bekanntester Student war der Staats- und Parteichef der Sowjetunion Leonid Iljitsch Breschnew. 1994 erhielt die Hochschule den Universitätsstatus und den Namen. Nach der Umbenennung der Stadt Dniprodserschynsk in Kamjanske änderte auch die Universität 2016 ihren Namen.
Die Universität besitzt folgende sechs Fakultäten:
- metallurgische Fakultät
- mechanische Fakultät
- Fakultät für Management, Wirtschaft, Soziologie und Sprachwissenschaft
- Energiefakultät
- Fakultät für Elektrotechnik und Computertechnik
- Chemisch-technologische Fakultät[6]